# Gundaker Thomas Starhemberg

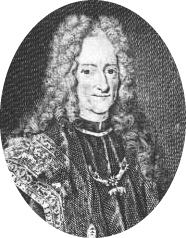
Gundaker Thomas Starhemberg

Graf Gundaker Thomas Starhemberg (* 14. Dezember 1663 in Wien; † 8. Juli 1745 in Prag) war Finanzfachmann in Diensten des Habsburger Kaisers; von 1698–1700 Vizepräsident, 1703–15 Präsident der Hofkammer, 1706–45 Präsident der Ministerialbancodeputation, ab 1712 Mitglied der Geheimen Konferenz, ab 1716 der Geheimen Finanzkonferenz.

## Leben
Gundaker Thomas Graf Starhemberg war der (Halb-)Bruder des Grafen Ernst Rüdiger, des berühmten Verteidigers von Wien, dritter Sohn des Grafen Konrad Balthasar von Starhemberg und dessen zweiter Gemahlin, Franziska Katharina, geb. Gräfin Cavriani. Im Jahre 1677 für den geistlichen Stand bestimmt, erhielt er 1682 die Würde eines Domherrn von Olmütz. Zwei Jahre später sollte er auf väterlichen Wunsch in das Collegium Germanicum in Rom eintreten, es zeigte sich jedoch, dass er sich für den geistlichen Stand nicht berufen fühlte.
Er wechselte nach Wien und wurde k. k. Kämmerer, dann Hofkammerrat und darauf Vize-Kammerpräsident. Kaiser Leopold I. enthob 1703 die Grafen Mansfeld und Salburg ihrer Ämter und übertrug das Präsidium des Hofkriegsrates an Prinz Eugen und die Führung der Hofkammer für Finanzen an Graf Gundaker. Als Geheim- und Konferenzrat fungierte er unter den folgenden Kaisern Joseph I. und Karl VI. von 1704 bis 1717 als Deputations-Präsident der kaiserlichen Hofkammer. Seine Leistungen wurden durch die Verleihung des Ordens vom Goldenen Vlies gewürdigt. Nachdem der letzte Fürst von Eggenberg verstorben war, erhielt er mit Diplom vom 16. Mai 1717 und seine Erben vom Kaiser die Würde des Erbland-Marschalls von Österreich ob und unter der Enns. Er erweiterte seine Besitztümer durch geschickte Finanzierung und Ankauf der Herrschaften Rottenegg (1712), Reichenstein und Greisingberg (1730), Amt Goldwörth und die Jagdbarkeit im Hochstift Passau (1731). Zu seinen weiteren Besitztümern zählten:
- Palais Steinberg
- Palais Starhemberg an der Dorotheergasse
- Palais Schönburg
- Grazer Burg
- Pottendorfer Pfarrkirche
- Schloss Pottendorf
- Schloss Haus (Wartberg ob der Aist)

## Familie
Graf Gundaker heiratete am 13. Januar 1688 die Gräfin Beatrix Franziska von Daun (* 9. Januar 1665; † 8. Januar 1701). Aus der Ehe entstammen mehrere Kinder:
- Maria Josepha (* 28. Mai 1689; † 14. Juni 1767)

⚭ 1709 Johann Maximilian von Herberstein (* 15. Februar 1687; † 8. März 1716)
⚭ 1719 Graf Karl Anton Adam von Breunner (* 27. Oktober 1689; † 16. Januar 1777), Landeshauptmann der Steyermark
- Franz Wolfgang Anton Joseph Eustach (* 30. Juli 1691; † 7. (oder 9.) Mai 1743)⚭ 1714 Gräfin Maria Antonia von Starhemberg (* 5. Mai 1692; † 26. Dezember 1742)
- Maria Maximiliana (* 1692/93; † 6. Mai 1714) ⚭ 1703 Graf Gundemar Joseph von Starhemberg (* 17. März 1679; † 21. Februar 1743), Hofkammer-Vizepräsident
- Maria Theresia (* 2. April 1694; † 28. November 1752) ⚭ 1716 Graf Ferdinand Bonaventura Ungnad von Weissenwolff (* 29. Januar 1693; † 30. Dezember 1781)
- Maria Anna (Antonia) (* 1695; † 19. April 1717) ⚭ Graf Ernst Siegmund von Trauttmansdorff (* 1694; † 28. November 1762)
- Ferdinand Ottokar Anna (* 19. August 1696; † 4. März 1720), Probst in Ardagger

Nach dem Tod seiner ersten Frau heiratete er am 3. Februar 1707 Maria Josepha von Jörger (* 1668; † 12. März 1746), die Witwe seines Halbbruders Ernst Rüdiger und Tochter des Johann Quentin von Jörger. Aus der zweiten Ehe fünf weitere Töchter:
- Maria Gabriele Isabelle (Franziska Leonardina Eustachia) (* 28. November 1707; † 8. November 1793) ⚭ 1727 Fürst Rudolf Wenzel Josef I. von Colloredo, Graf von Waldsee (*  7. Juli 1706; † 1. November 1788)
- Maria Bonaventura (* 2. Februar 1708; † 26. Mai 1740) ⚭ 1736 Graf Johann Wilhelm von Wurmbrand-Stuppach (* 18. Februar 1670; † 17. Dezember 1750), Reichshofratspräsident
- Franziska (* 3. Oktober 1709; † 1768 (auch Dezember 1725)), Priorin des Nonnenklosters in Wien
- Maria Dominika Eleonora Josefa Eustachia Theofilia (* 20. Dezember 1710; † 28. Februar 1736) ⚭ 1735 Graf Johann Josef Wilhelm von Wurmbrand-Stuppach (* 18. Februar 1670; † 17. Dezember 1750)
- Carolina (* 5. Oktober 1711; † 11. März 1736), unverheiratet